# نوفوا
نوفوا (بالإسبانية: José Manuel Díaz Novoa)‏ هو لاعب كرة قدم إسباني، ولد في 1944 في خيخون في إسبانيا. لعب مع ريال سبورتينغ خيخون وسيلتا فيغو.